# Kenzó Nakamura
Kenzó Nakamura (japonsky 中村 兼三), (* 18. října 1973 ve Fukuoce, Japonsko) je bývalý japonský zápasník – judista, olympijský vítěz z roku 1996.

## Sportovní kariéra
Judu se věnoval od 5 let po vzoru dvou starších bratrů Jukimasi a Jošia (všichni tři se později stali mistry světa). Judem se vážněji zabýval na univerzitě Tokai v Tokiu. V japonské reprezentaci se začal výrazně prosazovat v roce 1995 a v olympijském roce si na úkor mistra světa Daisuke Hidešimi vybojoval účast na olympijských hrách v Atlantě. Jeho účast byla okořeněna příběhem účasti tří bratří, ze kterých on nejmladší olympijské hry nakonec vyhrál. K výhře se dopracoval takticky vyzrálým výkonem. Ve finále s Jihokorejcem Kwak Te-songem byl od úvodu nervózní. Jeho soupeř působil nástupy do seoi-nage aktivněji a v polovině zápasu prohrával na dvě šida (yuko) proti jednomu šidu (koka). Ještě v poslední minutě prohrával tímto těsným rozdílem, ale v závěrečných sekundách svojí aktivitou dostal Jihokorejce pod tlak a 3 vteřiny před koncem se dočkal vyrovnaní druhým šidem. Následovalo hantei a v poměru 2:1 bral zlatou olympijskou medaili.
V roce 1998 doplatil na změnu váhových limitů a na olympijských hrách v Sydney v roce 2000 potvrdil výpadkem ve čtvrtfinále klesající úroveň. Od roku 2001 se snažil problém řešit přechodem do polostřední váhy, kde po nadějné sezoně 2003 nevybojoval účast na olympijských hrách v Athénách. Následně ukončil sportovní kariéru. Věnuje se trenérské práci.

### Vítězství
- 1996 - 1x světový pohár (Paříž)
- 2000 - 1x světový pohár (Moskva)
- 2001 - 1x světový pohár (Paříž)
- 2003 - 2x světový pohár (Paříž, Kano Cup)

## Výsledky
| Turnaj            | 1995       | 1996       | 1997       | 1998       | 1999       | 2000       | 2001       |
| Turnaj            | 22         | 23         | 24         | 25         | 26         | 27         | 28         |
| Turnaj            | lehká váha | lehká váha | lehká váha | lehká váha | lehká váha | lehká váha | lehká váha |
| ----------------- | ---------- | ---------- | ---------- | ---------- | ---------- | ---------- | ---------- |
| Olympijské hry    |            | 1.         |            |            |            | úč.        |            |
| Mistrovství světa | —          |            | 1.         |            | úč.        |            | 5.         |
| Asijské hry       |            |            |            | 2.         |            |            |            |
| Mistrovství Asie  | 1.         | ?          | —          |            | —          | 1.         | —          |

## Podrobnější výsledky

### Olympijské hry
| Rok      | Kategorie  |  | 1/64      | 1/32                               | 1/16                                  | čtvrtfinále                     | semifinále                         | opravy                        | opravy | o bronz | finále                     |
| -------- | ---------- |  | --------- | ---------------------------------- | ------------------------------------- | ------------------------------- | ---------------------------------- | ----------------------------- | ------ | ------- | -------------------------- |
| LOH 1996 | lehká váha |  | volný los | výhra – 1:02/stg Thomas Schleicher | výhra – 1:31/saj Abd al-Hakím Harakát | výhra – 4:12/uma Martin Schmidt | výhra – waz/shi Chaliuny Boldbátar | —                             | —      | —       | výhra – (yus) Kwak Te-song |
| LOH 2000 | lehká váha |  | volný los | výhra – waz/suk Claudiu Baştea     | výhra – 3:39/saj Jarosław Lewak       | prohra – 0:31/osg Čchö Jong-sin | —                                  | prohra – 3:37/wip Jimmy Pedro | —      | —       | —                          |

### Mistrovství světa
| Rok     | Kategorie        |  | 1/64                | 1/32                    | 1/16                       | čtvrtfinále          | semifinále             | o bronz                  | finále                    |
| ------- | ---------------- |  | ------------------- | ----------------------- | -------------------------- | -------------------- | ---------------------- | ------------------------ | ------------------------- |
| MS 1997 | lehká váha       |  | výhra Ilia Čimčiuri | výhra Sebastian Pereira | výhra Núr ad-dín al-Jaqúbí | výhra Udo Quellmalz  | výhra Guilherme Bentes | —                        | výhra Christophe Gagliano |
| MS 1999 | lehká váha       |  | volný los           | výhra Danny Kingston    | výhra Giorgi Revazišvili   | —                    | —                      | —                        | —                         |
| MS 2001 | polostřední váha |  | výhra Reno Reser    | výhra Taj Te-čchi       | výhra Flávio Honorato      | výhra Roberto Meloni | prohra Alexej Budolin  | prohra Sergei Aschwanden | —                         |